# George W. Johnson
George Washington Johnson (Virginia, 29 ottobre 1846 – New York, 23 gennaio 1914) è stato un cantante statunitense.
Pioniere della registrazione sonora, fu la prima stella afroamericana dell'era del fonografo.

## Primi anni
Johnson nacque in Virginia, nella Contea di Fluvanna o vicino Wheatland nella Contea di Loudoun. Suo padre era probabilmente uno schiavo liberato nel 1853. Fin dall'infanzia Johnson fu cresciuto vicino a Wheatland come compagno e servo del figlio di un prosperoso agricoltore bianco e fu in questo periodo che sviluppò le sue abilità musicali, imparando anche a leggere e scrivere, cosa che prima della guerra civile americana era molto inusuale in Virginia per un bambino afroamericano. In seguito lavorò nelle campagne, per poi trasferirsi a New York City prima di aver compiuto trent'anni, città nella quale alla fine degli anni settanta si guadagnava da vivere come artista di strada, specializzandosi nel fischiare brani popolari.

## Carriera musicale
Tra gennaio e maggio del 1890 Johnson fu scoperto da due rivenditori regionali di fonografi a moneta in cerca di artisti, Charles Marshall della New York Phonograph Company e Victor Emerson della New Jersey Phonograph Company; entrambi lo videro esibirsi a Manhattan, probabilmente nei pressi dei terminal dei traghetti sul fiume Hudson, e gli proposero di registrare il suo forte fischiettio su di un cilindro fonografico di cera con un compenso di 20 centesimi di dollaro per due minuti di performance. Nonostante Johnson sapesse riprodurre tutti i brani più famosi, fu una delle sue prime registrazioni per entrambe le compagnie a divenire famosa, "The Whistling Coon", una recente novità di genere vaudeville. Johnson, oltre a cantare e fischiare, nelle sue esecuzioni talvolta si esibiva in una forte e vivace risata, dalla quale nacque il secondo brano che lo rese celebre, "The Laughing Song". Nonostante la registrazione di altri brani, fra cui la versione fischiata di "Listen to the Mockingbird", ed alcuni minstrelsy realizzati con altri attori, furono The Whistling Coon e "The Laughing Song" i pezzi che maggiormente continuò a cantare e registrare per tutta la vita.
A quei tempi ogni registrazione su cilindro era un master recording, ovvero ogni cilindro in vendita era un originale registrato in presa diretta dall'autore stesso. Un cantante con una voce possente era in grado di registrare anche 3 o 4 cilindri in una volta sola, con altrettanti fonografi che simultaneamente catturavano la voce del cantante. Johnson arrivò a registrare la stessa canzone negli studi di registrazione anche per più di cinquanta volte al giorno.
Nel 1895 "The Whistling Coon" e "The Laughing Song" erano le registrazioni più vendute negli Stati Uniti. Johnson vendette tra i 25.000 ed i 50.000 cilindri fra il 1890 e il 1895, tutti incisi personalmente da lui stesso. È da notare che la compagnia di registrazione del New Jersey promuoveva Johnson sulla scena musicale come un black man, in un'epoca in cui l'America era fortemente caratterizzata dalla segregazione razziale. "The Whistling Coon" è un brano caratterizzato da un testo che oggi risulta inaccettabile, poiché in esso un nero viene paragonato ad un babbuino.
Johnson continuò a registrare per le stesse compagnie (New York Phonograph Company e New Jersey Phonograph Company) e nel 1891 iniziò a registrare anche per la loro società madre, la North American Phonograph Company. Nello stesso anno almeno una delle sue registrazioni si tenne nei laboratori di Thomas Edison a West Orange, nel New Jersey. Apparve anche in alcuni spettacoli di vaudeville, limitandosi ai suoi due famosi brani.
Nel 1894 Johnson cominciò a registrare con Len Spencer, una star di Vaudeville dell'epoca, con il quale avrebbe poi instaurato un'amicizia duratura. Nel 1895 ebbe modo di registrare per la prima volta su disco per la Berliner Gramophone. A partire dagli ultimi anni del secolo fino al 1909-1910 registrò inoltre per la Edison Records, la Columbia, la Victor Talking Machine Company, la Chicago Talking Machine Company, la Bettini e molte altre compagnie minori, sia su disco che su cilindro.
Nel 1897 Johnson registrò due nuovi brani, "The Laughing Coon" e "The Whistling Girl"; essi rimasero nei cataloghi della Edison e della Columbia per anni, pur non riuscendo ad ottenere lo stesso successo dei due precedenti.

## Ultimi anni
A partire dal 1905 la popolarità di Johnson andò declinando. Le nuove tecniche di registrazione permettevano la produzione di centinaia di copie a partire da un singolo originale e non v'era quindi più bisogno che egli registrasse ogni singola copia. Il suo amico Len Spencer, divenuto un artista e agente di successo, assunse Johnson come portiere, lavoro che tenne per diversi anni prima di tornare ad Harlem Nel 1914, all'età di 67 anni, George W. Johnson morì a causa di una polmonite e di una miocardite. Fu sepolto in una tomba senza nome nel cimitero di Maple Grove nel Queens, a New York City.

### Vita personale
Alcune voci false affermavano che Johnson fu vittima di un linciaggio di matrice razziale, altre invece che fu impiccato dopo aver commesso un omicidio. Entrambe le dicerie sono false, ma è anche vero che ebbe una vita abbastanza movimentata. Non esiste alcun riscontro documentale su un eventuale matrimonio o su eventuali figli, ma ebbe almeno due mogli de facto, entrambe morte durante la convivenza con Johnson. La prima, una non meglio identificata donna tedesca, fu trovata morta nel loro appartamento sulla 39ª strada ovest alla fine del 1894 o agli inizi del 1895, ma non gli fu imputata nessuna accusa. La seconda, Roskin Stuart, fu trovata massacrata e priva di sensi nel loro appartamento sulla 41ª strada ovest il 12 ottobre 1899. Trasportata in ospedale, morì poche ore dopo. Johnson fu processato per omicidio di primo grado ed in seguito dichiarato non colpevole.